# Amata transcaspica
Amata transcaspica är en fjärilsart som beskrevs av Obraztsov 1941. Amata transcaspica ingår i släktet Amata och familjen björnspinnare. Inga underarter finns listade i Catalogue of Life.